# ハクバノ王子サマ
『ハクバノ王子サマ』（ハクバノおうじサマ）は、朔ユキ蔵による日本の漫画。『ビッグコミックスピリッツ』（小学館）にて2005年21・22合併号より2008年26号まで連載された。単行本は全10巻（小学館ビッグコミックス）。

## ストーリー
ビジネスマンから転職し、私立小田原女子高等学校に赴任してきた新任教師・小津晃太朗。元来年下に興味がなく婚約者もいる彼は、着任早々の生徒への挨拶で年下に興味が無いことを宣言する。そして副担任となったクラスの7歳年上の担任教師・原多香子に惹かれて行く。本作はこの2人を中心とした、揺れ動く男女の心模様を描く。

## 登場人物
小津 晃太朗（おづ こうたろう）
本作の主人公。脱サラして小田原女子高校に赴任してきた新任の社会科教師。作中では日本史を教えている。25歳。女子高という華やかな環境に身を置いても、年下の女性には興味がなく、赴任早々、年下に興味が無い事を宣言をする。東山カオリというイギリス留学中の同い年の婚約者がいるが、同僚の多香子のことが気になっている。
原 多香子（はら たかこ）
本作のヒロイン。小田原女子高校に勤務する英語科教師。32歳。小田原女子高校OGで干物女の一歩手前の状態にある。生徒からはその融通が利かずやや近寄りがたい雰囲気から「タカコサマ」と揶揄されつつも憧れの存在となっている。過去に黒沢と不倫関係にあった。叶わぬ恋と知りつつも7歳年下の晃太朗に惹かれていく。ビールが大好き。
市川 琴実（いちかわ ことみ）
小田原女子高校2年に在学する女子高生。17歳。晃太朗の実妹だが、父の浮気が元で両親が離婚し、母親に引き取られたため別姓を名乗っている。父の浮気による一家離散がトラウマになっており、兄の浮気には非常に厳しい。
黒沢 明夫（くろさわ あきお）
小田原女子高校に勤務する社会科教師。42歳。5歳年下の教え子と結婚し、2児をもうける。過去に多香子と不倫関係にあったが、現在は多香子から携帯電話を着信拒否にされている。
東山 カオリ（ひがしやま かおり）
晃太朗の婚約者であり、イギリスへ留学している。大学時代は姓が成瀬だったが、晃太朗と同じく両親が離婚したため、母方の姓である東山を名乗っている。病気で入院している祖母の容態が悪化したため、留学先のイギリスから一時帰国した。
今村 高志（いまむら たかし）
晃太朗の大学時代の同級生であり、教師になる前の会社の元同僚。酔うと話し言葉が方言になり、下ネタを連発する。すでに2児の父であり、妻は3人目を妊娠している。
原 春子（はら はるこ）
多香子の妹。年齢不明。諸外国を放浪し、翻訳家として活動している。

## 書誌情報
- 朔ユキ蔵『ハクバノ王子サマ』 小学館〈ビッグコミックス〉、全10巻
  1. 2005年08月30日発売、ISBN 4-09-187691-9
  2. 2005年11月30日発売、ISBN 4-09-187692-7
  3. 2006年02月28日発売、ISBN 4-09-180160-9
  4. 2006年06月30日発売、ISBN 4-09-180366-0
  5. 2006年09月29日発売、ISBN 4-09-180724-0
  6. 2006年12月26日発売、ISBN 4-09-180828-X
  7. 2007年05月30日発売、ISBN 978-4-09-181215-5
  8. 2007年11月30日発売、ISBN 978-4-09-181389-3
  9. 2008年02月29日発売、ISBN 978-4-09-181745-7
  10. 2008年06月30日発売、ISBN 978-4-09-182009-9

## テレビドラマ
2013年10月3日から12月27日まで、読売テレビの制作により、日本テレビ系列の『木曜ドラマ』枠において、『ハクバノ王子サマ 純愛適齢期（ハクバノおうじサマ じゅんあいてきれいき）』のタイトルで放送された。
主人公は原作の小津晃太郎から原多香子に変更されており、多香子を演じる主演女優を第1話放送まで明かさないという異例の手法が採られた。これは本作のテーマが「誰もがヒロイン」であり、主人公の顔を隠し、イメージを固定させないことで、さまざまな世代の女性たちに感情移入しながら視聴してもらおうという狙いがあった。
主演女優については、ビデオリサーチ調べで9割以上が認知している「国民的女優」であることが明かされていたが、第1話の冒頭で優香であることが分かった。また、共演者については放送前の段階からキャスティングが明かされており、晃太郎役を三浦貴大、明夫役を中村俊介がそれぞれ演じる。
また、CM前後のアイキャッチでは番組のTwitterアカウントのハッシュタグ「#ハクバの王子さま」が掲載されている。
キャッチコピーは「わたしは―――誰にも選ばれなかったからひとりなんだ…」。

### キャスト
詳細な人物説明は原作部分を参照。

#### 主要人物
原 多香子〈32〉
演 - 優香
小田原女子高校2年A組担任、国語科古文担当。小田原女子高校の卒業生で、生徒からは「タカコサマ」と呼ばれる。
小津 晃太郎〈25〉
演 - 三浦貴大
小田原女子高校2年A組副担任、生物科担当。一般企業に就職するも3年で退職、その後教員採用試験に受かり、新任として小田原女子高校に赴任してくる。カオリと婚約中。
黒沢 明夫〈42〉
演 - 中村俊介
小田原女子高校生物科担当。過去に元教え子である多香子と不倫関係にあった。妻も元生徒。
江川 伸生〈30〉
演 - 新井浩文
晃太郎の学生時代のアルバイト仲間で、商社勤務。

#### 小田原女子高校

##### 教職員
森 秀美〈35〉
演 - 山田真歩
英語科担当。多香子の女子会仲間。
高峰 邦広〈34〉
演 - 山本浩司
社会科担当。
秋山 佳子〈40〉
演 - 楠見薫
家庭科担当。
菅原 里奈〈25〉
演 - 山本紗也加
音楽科担当。
佐野 英二郎〈52〉
演 - きたろう
校長。

##### 2年A組生徒
市川 琴美〈16〉
演 - 優希美青
晃太郎の妹。
杉谷 ハル
演 - 三浦透子
中村 沙織
演 - 椎名琴音
北 凉子
演 - 芳根京子

#### 原家
原 敏夫〈60〉
演 - 中丸新将
原 久恵〈57〉
演 - 岡まゆみ
上記2名は多香子・尚美の両親。
尚美
演 - 田川可奈美
敏夫・久恵の娘。多香子の妹。
みお
演 - 新井美羽
敏夫・久恵の孫。尚美の娘。

#### その他
有馬 ユウコ〈32〉
演 - 市川実和子
多香子の親友で女子会仲間。
今村 高志〈25〉
演 - 柳下大
晃太郎の学生時代のアルバイト仲間。既婚者。
東山 カオリ〈24〉
演 - 河北麻友子
晃太郎の婚約者。ロンドンに留学中。
坂本 猛
演 - 君嶋麻耶
琴美の家庭教師。城誠大学生。
市川 満子〈48〉
演 - 渡辺道子
晃太郎・琴美の母。看護師。
小津 忠夫〈54〉
演 - 坂口進也
晃太郎・琴美の父。不倫が原因で家庭が壊れ、妻と離婚する。
東山 道代〈76〉
演 - 藤夏子
カオリの祖母。余命わずかで病院から自宅に戻り療養している。
東山 武〈55〉
演 - 篠塚勝
東山 恵子〈49〉
演 - 藤井佳代子
上記2名はカオリの両親。
黒沢 令子〈36〉
演 - 河井青葉
黒沢の妻。かつて夫と多香子が不倫関係にあったことに気付いている。

### スタッフ
- 原作 - 朔ユキ蔵『ハクバノ王子サマ』（ビッグコミックスピリッツ / 小学館）
- 脚本 - 藤井清美
- 音楽 - 松本晃彦
- 演出 - 熊坂出、本田隆一、守屋健太郎、樹木まさひこ
- 主題歌 - かりゆし58「恋の矢」（LD&K Records）
- ナレーション - 徳光実鈴、谷口恵美
- 助監督 - 玉澤恭平、冨田洋平、大黒友也
- タイトルデザイン - 大垣ガク
- チーフプロデューサー - 木谷俊樹
- プロデューサー - 西川義嗣、福田浩之、菅原康洋、平体雄二、杉田浩光
- 協力プロデューサー - 西麻美
- ラインプロデューサー - 宮田幸太郎
- AP - 田渕草人
- 企画協力 - 松竹
- 制作協力 - テレビマンユニオン
- 制作著作 - 読売テレビ

### 放送日程
| 放送回 | 放送日         | サブタイトル                                         | 演出         |
| ------ | -------------- | ---------------------------------------------------- | ------------ |
| 第1話  | 10月03日       | 略奪愛に不倫…主演女優を発表                          | 熊坂出       |
| 第2話  | 10月10日       | 教師の恋不倫する女は嫌いですか?                      | 熊坂出       |
| 第3話  | 10月17日       | 緊急事態彼の婚約者を見て…涙ついに切ない愛を告白      | 本田隆一     |
| 第4話  | 10月24日       | 恋の事件彼と突然のベッドイン惨めな恋に終止符か!?     | 本田隆一     |
| 第5話  | 11月01日（金） | 母の罠で見合い結婚? 不倫相手が逆襲のプロポーズを     | 樹木まさひこ |
| 第6話  | 11月07日       | 触りたい合コンで募る想い爆発 母と親友に不倫を告白    | 樹木まさひこ |
| 第7話  | 11月14日       | 禁断キス 教師の愛暴走…しかし彼の婚約者が（秘）行動を | 本田隆一     |
| 第8話  | 11月21日       | 熱いキス婚約者が突然の帰国! 関係バレて教師クビ!?     | 樹木まさひこ |
| 第9話  | 11月28日       | 不倫相手の妻が乱入! 全て暴露アノ男に抱かれて号泣     | 本田隆一     |
| 第10話 | 12月05日       | 涙の聖夜婚約者と対決し悲劇…見たくなかった花嫁姿      | 樹木まさひこ |
| 第11話 | 12月13日（金） | 結婚直前最後の告白! 誰を選ぶ33歳誕生日が決断の時     | 熊坂出       |
| 第12話 | 12月20日（金） | 禁断の旅家族も親友も全て捨て二人がついに結ばれる     | 守屋健太郎   |
| 最終話 | 12月27日（金） | 愛の罰信じられない結末に…ビンタや糾弾…二人は         | 本田隆一     |

#### 備考
- 第5話（2013年11月1日放送分）は『プロ野球Dramatic Game 1844 コナミ日本シリーズ 第5戦 巨人×楽天』中継延長のため、85分繰り下げ（1:24 - 2:19に放送）。
- 第11話（2013年12月13日放送分）・第12話（2013年12月20日放送分）は『NEWS ZERO』がFIFAクラブワールドカップ2013の特集放送により延長したため、10分繰り下げ（両日とも0:09 - 1:04に放送）。
- 最終話（2013年12月27日放送分）は『ダウンタウンDX年末90分スペシャル』放送のため、30分繰り下げ（0:29 - 1:24に放送）。

#### 関連商品
- ハクバノ王子サマ 純愛適齢期 DVD－BOX（2014年3月19日、販売元：ポニーキャニオン）

| 読売テレビ制作・日本テレビ系列 木曜ドラマ                                     | 読売テレビ制作・日本テレビ系列 木曜ドラマ                                                        | 読売テレビ制作・日本テレビ系列 木曜ドラマ                                                  |
| 前番組                                                                        | 番組名                                                                                           | 次番組                                                                                     |
| ----------------------------------------------------------------------------- | ------------------------------------------------------------------------------------------------ | ------------------------------------------------------------------------------------------ |
| 町医者ジャンボ!! （2013年7月4日 - 9月26日） ※この作品まで23:58 - 翌0:53に放送 | ハクバノ王子サマ 純愛適齢期 （2013年10月3日 - 12月27日〈金〉） ※この作品から23:59 - 翌0:54に放送 | 慰謝料弁護士 〜あなたの涙、お金に変えましょう〜 （2014年1月9日 - 3月27日）                 |
| 読売テレビ制作・日本テレビ系列 木曜23:59 - 翌0:53枠                           |                                                                                                  |                                                                                            |
| 町医者ジャンボ!! ※23:58 - 翌0:53 （2013年7月4日 - 9月26日）                   | ハクバノ王子サマ 純愛適齢期 （2013年10月3日 - 12月27日〈金〉）                                   | 慰謝料弁護士 〜あなたの涙、お金に変えましょう〜 ※23:59 - 翌0:54 （2014年1月9日 - 3月27日） |
| 読売テレビ 金曜0:53 - 0:54（木曜深夜）枠                                      |                                                                                                  |                                                                                            |
| 浜ちゃんが! ※0:53 - 1:23 【1分繰り下げて継続】                                | ハクバノ王子サマ 純愛適齢期 （2013年10月3日 - 12月27日〈金〉）                                   | 慰謝料弁護士 〜あなたの涙、お金に変えましょう〜 ※23:59 - 翌0:54 （2014年1月9日 - 3月27日） |
| 日本テレビ 金曜0:53 - 0:54（木曜深夜）枠                                      |                                                                                                  |                                                                                            |
| 東京エトワール音楽院 ※0:53 - 1:23 【ここまで日本テレビ制作枠】                | ハクバノ王子サマ 純愛適齢期 （2013年10月3日 - 12月27日〈金〉） 【ここから読売テレビ制作枠】      | 慰謝料弁護士 〜あなたの涙、お金に変えましょう〜 ※23:59 - 翌0:54 （2014年1月9日 - 3月27日） |